# Calanchi di Palizzi Marina
Calanchi di Palizzi Marina este o arie protejată (arie specială de conservare — SAC, sit de importanță comunitară — SCI) din Italia întinsă pe o suprafață de 1.109 ha, din care 80 % marine.

## Localizare
Centrul sitului Calanchi di Palizzi Marina este situat la coordonatele 37°55′18″N 16°00′27″E / 37.921667°N 16.0075°E.

## Înființare
Situl Calanchi di Palizzi Marina a fost declarat sit de importanță comunitară în septembrie 1995 pentru a proteja 25 de specii de animale. Situl a fost protejat și ca arie specială de conservare în iunie 2017.

## Biodiversitate
Situată în ecoregiunea mediteraneană, aria protejată conține 8 habitate naturale: Bancuri de nisip acoperite în permanență slab de apă marină, Straturi cu Posidonia (Posidonion oceanicae), Vegetație anuală la limita mareei, Dune mobile cu vegetație embrionară, Pseudostepă cu ierburi și specii anuale de Thero-Brachypodietea, Tufărișuri halo-nitrofile (Pegano-Salsoletea), Dune cu vegetație ierboasă Malcolmietalia, Tufărișuri termo-mediteraneene și de pre-deșert.
La baza desemnării sitului se află mai multe specii protejate:
- păsări (23): fluierar de munte (Actitis hypoleucos), pescăruș albastru (Alcedo atthis), lăstunul mare (Apus apus), stârc cenușiu (Ardea cinerea), fugaci de țărm (Calidris alpina), fugaci mic (Calidris minuta), rândunică roșcată (Cecropis daurica), prundăraș de sărătură (Charadrius alexandrinus),  prundaș gulerat mic (Charadrius dubius), erete de stuf (Circus aeruginosus), lăstun de casă (Delichon urbicum), egretă mică (Egretta garzetta), Falco naumanni, lișiță (Fulica atra), cocor (Grus grus), piciorong (Himantopus himantopus), rândunică (Hirundo rustica), pescăriță mare (Hydroprogne caspia), codobatura galbenă (Motacilla flava), stârc de noapte (Nycticorax nycticorax), pietrar sur (Oenanthe oenanthe), vultur pescar (Pandion haliaetus), fluierar cu picioare verzi (Tringa nebularia)
- mamifere (1): delfin mare (Tursiops truncatus)
- reptile (1): Caretta caretta

Pe lângă speciile protejate, pe teritoriul sitului au mai fost identificate 2 specii de plante, 1 specie de mamifere, 2 specii de reptile.